# Kreuzen (Gemeinde Paternion)
Kreuzen ist eine Ortschaft und Katastralgemeinde in der Marktgemeinde Paternion mit 132 Einwohnern (Stand 1. Jänner 2024) im Bezirk Villach-Land in Oberkärnten / Österreich. 

## Geografie

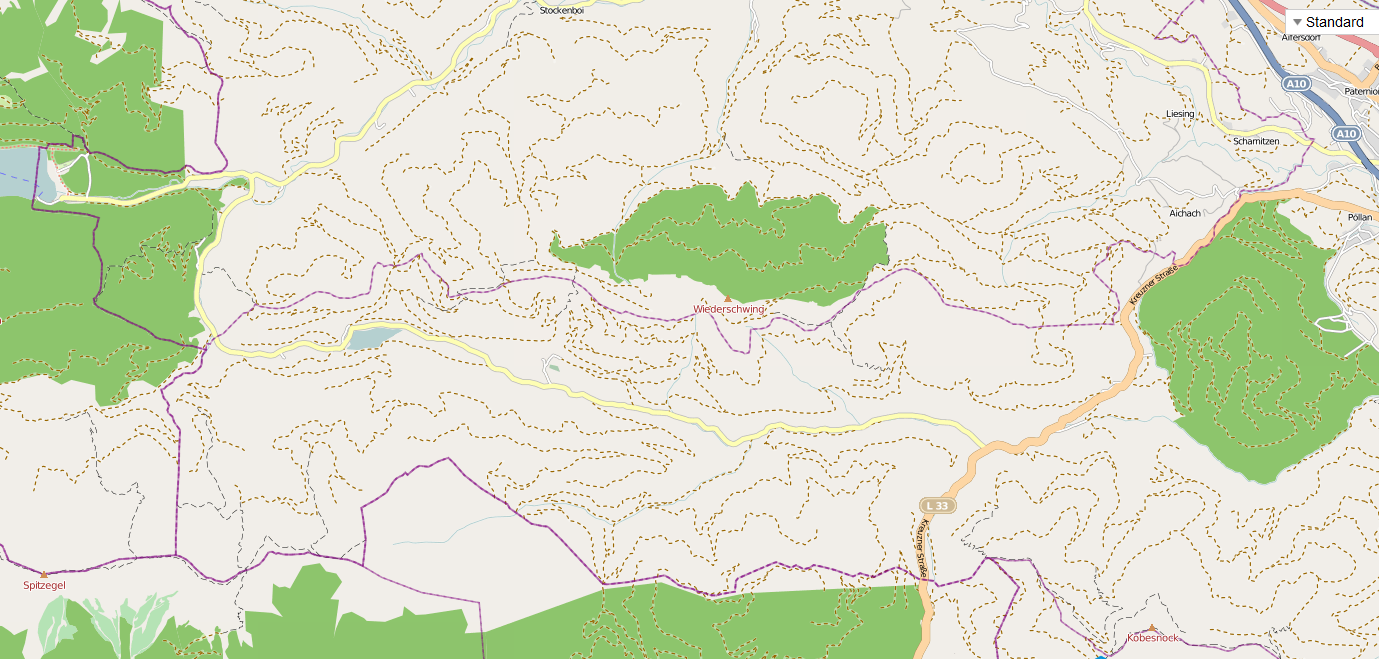
Kreuzen, ein Bergtal in den Gailtaler Alpen

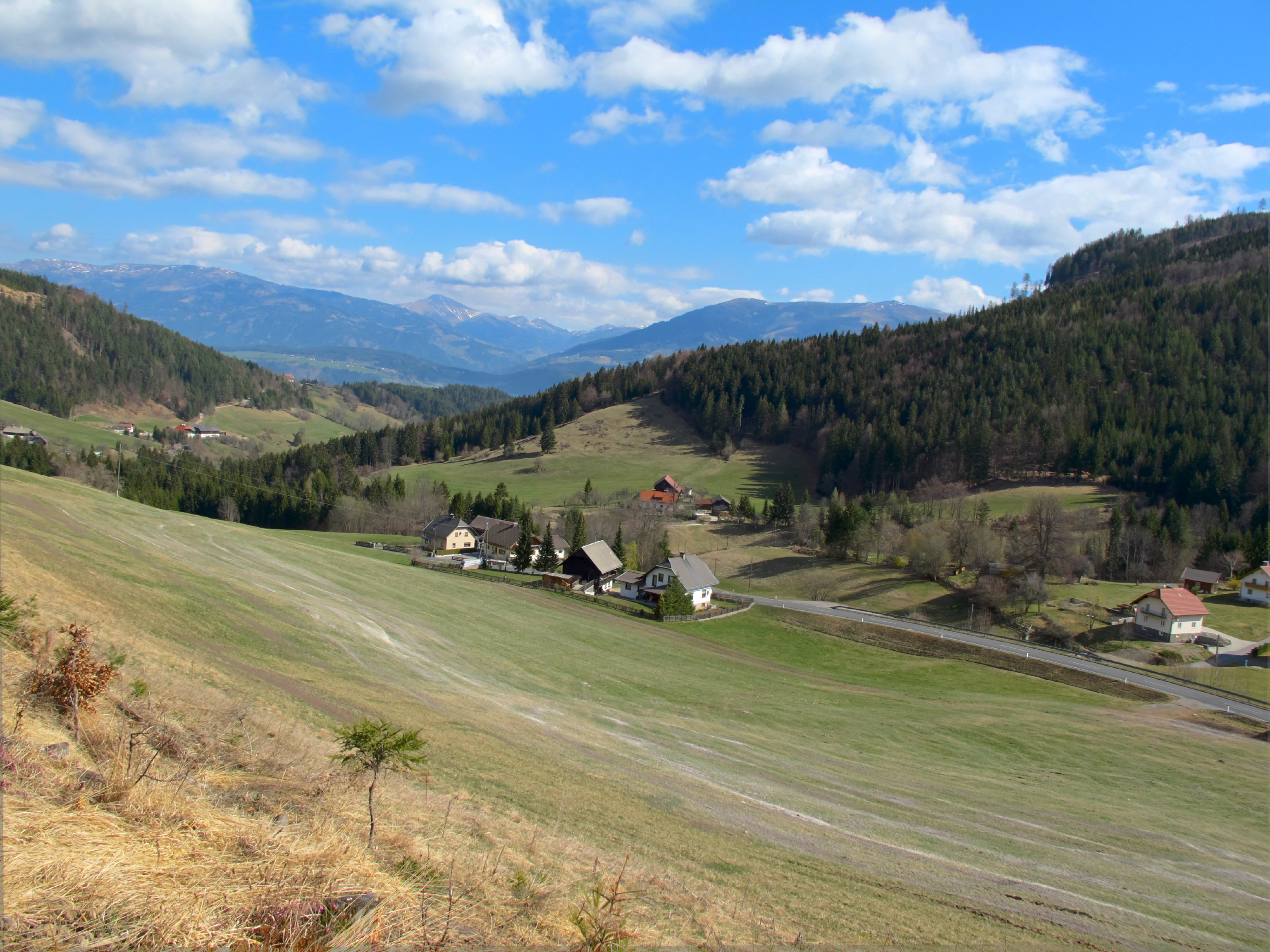
Äußere Kreuzen Richtung Drautal

Das Bergdorf in kleinbäuerlich geprägter, gebirgiger Waldlandschaft liegt 8 km südlich von Paternion und ist über die Tauern Autobahn A 10 / Abfahrt Feistritz und die Kreuzner Straße L33 Richtung Windischen Höhe, einem Passübergang zwischen Drautal und Gailtal, erreichbar.

### Katastralgemeinde
Die Katastralgemeinde Kreuzen (KG-Nummer 75207) unterteilt sich in die Äußere und Innere Kreuzen. Das Gebiet ist über die Kärntner Landesstraße L33 erreichbar. Die Äußere Kreuzen beginnt etwa drei Kilometer nach der Unterquerung der Tauernautobahn bei Nikelsdorf, wo sich der Kreuzengraben weitet und die Wiesen beginnen. Entlang der Weiler Orter, Landfraß und Weger führt die Straße zum Hauptort „Kreuzen – Auf der Eben“ mit der Pfarrkirche in 951 m Seehöhe auf einem Bergsattel. „Auf der Eben“ bezeichnet die relativ flachen Felder unmittelbar auf der Passhöhe. Die Grenze der Katastralgemeinde verläuft im Osten über den Altenberg (1288 m) zum Koflachgraben, Beilgraben und Kobesnock (1820 m). Gleich nach der Ortschaft führt die Straße in die Innere Kreuzen, das Kreuzenbach-Tal in ca. 900 m Seehöhe hinunter. Die Innere Kreuzen ist ein von Westen nach Osten verlaufendes stark bewaldetes, kaum besiedeltes Tal mit einer Länge von ca. 10 km. Es endet bei Weißbach in der Nähe des Ostufers des Weißensees. Im westlichen Bereich liegt der Farchtensee. Die L33 verläuft nur kurz im Tal und führt nach Süden weiter.

## Geschichte

### Jahrhundertelanges Suchen nach Gold
Das keltische Königreich Noricum war schon Jahrhunderte vor Christi Geburt für seinen waffenfähigen Norischen Stahl und seine reichhaltigen Goldvorkommen berühmt. Der Bergbezeichnung Goldeck zeugt davon, dass auch im Gebiet um die Kreuzen seit Urzeiten danach gesucht wurde. Als ausgezeichnete Fundstätte für Schwemmgold galt das Ufer des Weißenbaches, bei dessen Mündung in die Drau sich „Auf der Görz“ Siedlungsspuren eines keltischen Oppidums aus der Latènezeit finden. Um 200 v. Chr. gehörte die Kreuzen zum Stammesgebiet der keltischen Ambidravi. Wahrscheinlich war das Gebiet aber schon steinzeitlich besiedelt. Die über 4500 Jahre alte Feuersteinklinge von Sappl wurde in weniger als 20 km Entfernung gefunden. Aus dem vier Kilometer entfernten Rubland kennt man tönerne Grubenlampen. Um das Jahr 1000 gehörte das Gebiet zum Lurngau, aus dem sich ab 1135 die Grafschaft Ortenburg verselbstständigte.
In der Freiherrschaft Paternion gab es weit über hundert bekannte Erzstollen und Schächte, welche zu verschiedenen Zeiten vom 15. bis ins 18. Jahrhundert nach Erz bearbeitet wurden. Sehr viele davon lagen am Gebiet von Kreuzen. Ein früher Indikator für die Bedeutung des Bergbaus in der Gegend ist die um 1330 errichtete hölzerne Kirche, die den Heiligen Vitus und Leonhard, den Schutzpatronen der Schmiede, geweiht sind. Um 1500 wurde sie durch eine gemauerte Kirche ersetzt. Zu dieser Zeit wurde das Schloss Kreuzen unter Kaiser Maximilian I. der Überlieferung nach als Jagdschloss zur Bärenjagd errichtet. Die Bärenjagd war in der Gegend selbst Jahrhunderte später noch sehr attraktiv. Der herrschaftliche Pfleger Johann Heinrich Ainether von und zu Aineth der Herrschaft Paternion berichtet in seinen Aufschreibungen über die [= seine] Jagdstrecke für die Zeit von 1710 bis 1734 von rund 25 er- oder angeschossenen Bären und 6 Wölfen.
Das Gebiet der Kreuzen fällt in das Bergbau-Revier Kreuzen-Stockenboi. 1518 kamen die Ämter (Verwaltungseinheiten) Stockenboi und Feystritz durch einen Kauf der Freiherren von Dietrichstein von den Habsburgern zur Herrschaft Paternian. 1519 erhielt die Herrschaft das Privileg des Bergrechts und unterstand nicht mehr dem Oberbergrichter von Kärnten. Im Kaufvertrag ist noch der Betrieb von Waschwerken die Rede, das heißt die Goldsuche und das Goldwaschen waren noch immer ergiebig.

### Eisenbergbau-Boom ab Beginn der Neuzeit

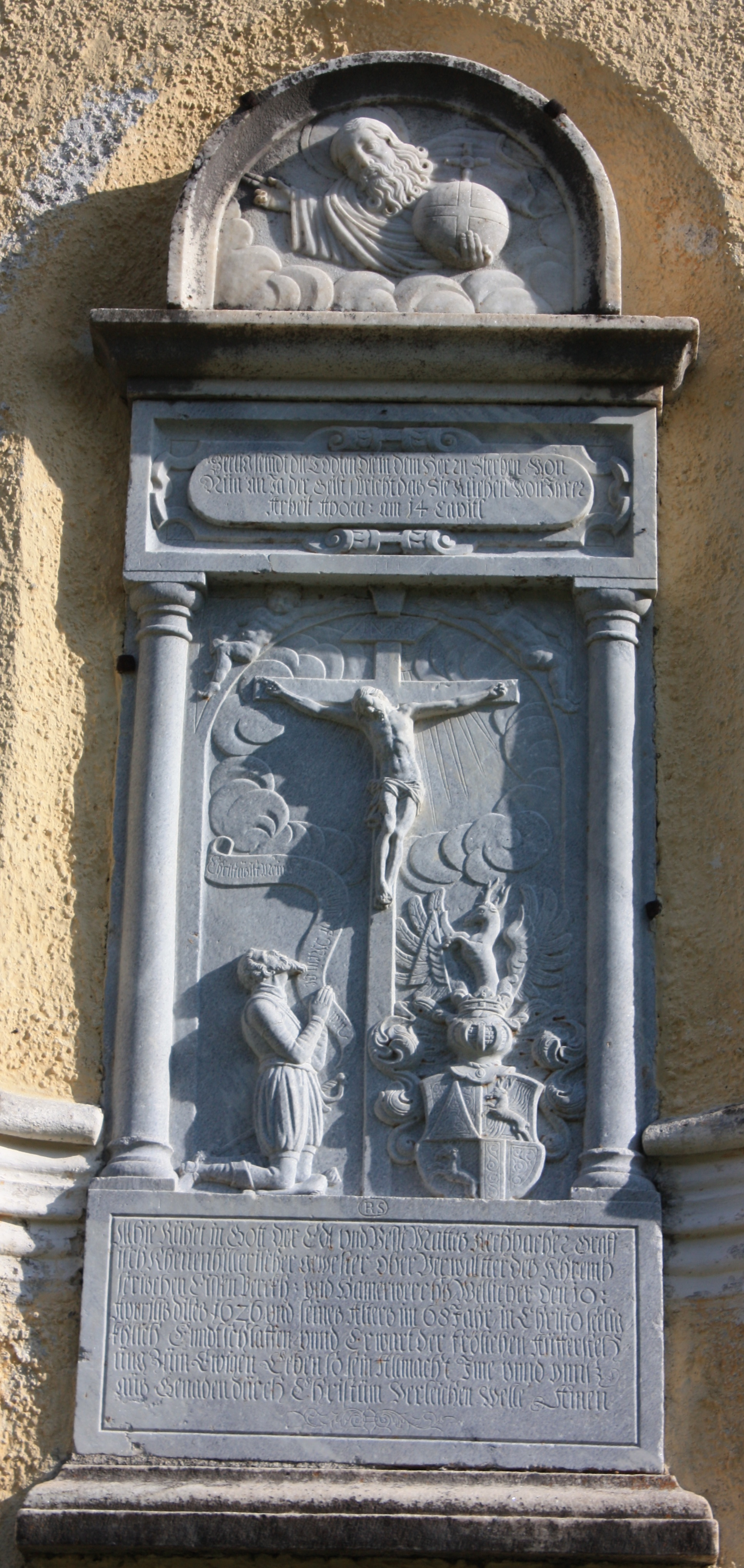
Grabstein des Bergbau-Verwesers Matthias Rechbacher von 1626

Im Hochmittelalter etabliert sich ein völlig anders strukturierter Eisenbergbau als in der Antike. In kleinen, grundherrschaftlich oder bäuerlich organisierten Einheiten werden, ohne das großer Kapitaleinsatz nötig ist, kleinere Eisenvorkommen („Waldeisen“) erschlossen. Der Eisenbergbau in der Kreuzen dürfte mit dem Privileg von 1492 zur Errichtung von Hämmern und Hüttenwerken eingeleitet worden sein, das Kaiser Friedrich III. seinem Diener Hans Kaltenhauser für die Ämter Stochenboi und Feystritz, die zum Landgericht Ortenburg gehörten, verliehen hat.
Von 1505 datiert die erste urkundliche Erwähnung des Namens „Kreuzen“ (Slowenisch: Krajcen). In dieser Zeit beginnt eine intensivere Bergbauphase (Eisen, Blei), die ersten Hammerwerke und Blähöfen (Schmelzöfen mit Gebläse) zur Eisengewinnung werden errichtet. Die benötigte Holzkohle mit zahlreichen Kohlenmeilern stammt aus den weiten Wäldern der Gegend. Seit 1596 wurde Schloss Kreuzen Sitz der Bergbau-Verweser. 1599 (nach anderer Quelle: 1592) erwarb Bartholomäus (Bartlmä) Khevenhüller die Herrschaft Paternion. 1626 verstarb der „graffisch khevenhillerische Oberverweser in der Kreuzen“ Matthias Rechbacher, dessen Grabstein in der westlichen Außenmauer des Kreuzner Kirchturms eingemauert ist. Als Förderer des Protestantismus wurden die Khevenhüller 1629 gezwungen, die Herrschaft zu verkaufen und Kärnten zu verlassen. In diese Zeit der Gegenreformation fällt den Forschungen nach auch die Entstehung der sogenannten Hundskirche (im Volksmund auch Altar), ein dreieckiger Felsen in einem Graben zwischen Kreuzen und der Ortschaft Boden (ebenfalls in der Gemeinde Paternion). In den Felsen sind Zeichnungen und Inschriften geritzt, die auf eine Nutzung als geheimer Versammlungsort während des Geheimprotestantismus hindeuten.
Damit konnte von den Khevenmüllers der Villacher Handelsherr Hans Widmann die Herrschaft Paternion erwerben. 1655 erhielt die Herrschaft Paternion das Privileg des Blutbannes, womit alle Rechtsfälle bis hin zu jenen mit Todesstrafe vor Ort verhandelt werden konnten. Der berühmteste Bannrichter war Georg Wolfgang von Tschabueschnig, ein Sohn des Hammerwerksverwesers aus der Kreuzen. Weite Waldgebiete in der Kreuzen befinden sich noch heute im Besitz seiner Nachkommen, der Familie Foscari-Widmann-Rezzonico.
Schon ab ca. 1600 ist der Erzabbau in der Kreuzen nicht mehr ergiebig. Erze wurden aus der Gegend Eisentratten (45 km), später auch Hüttenberg (115 km) mit Ochsenkarren zur Weiterverarbeitung in die Kreuzner Blähöfen gebracht. Derart weite Schwertransporte waren deshalb wirtschaftlich, da die großen Mengen an Holzkohle in Kombination mit Wasserkraft zur Verfügung standen. Heute finden sich kaum mehr Spuren aus der Zeit, in der das Bergtal intensiv industriell genutzt wurde.

### Blei-Bergbau
Die Kreuzen liegt in der Nähe des größten Kärntner Bleivorkommens bei Bleiberg-Kreuth. Neben den kleineren Eisenvorkommen wurden auch verschiedene Blei-Gruben erschlossen. Eine erste schriftliche Erwähnung findet sich im Kaufvertrag der Dietrichsteiner von 1518, wo von einer „Pleyriesen in Weißenbach“ die Rede ist. Damals gehörte das Gebiet westlich von Weißenbach u. a. mit der Waldglashütte Tscherniheim zur Kreuzen. Paternioner Marktbürgern wurden mit Bleischürfungen belehnt z. B. 1765 Matthias Mayr, der Postmeister im Ort, wurde mit den Gruben „Maria Empfängnis“, „Vorsehung Gottes“, „Heiliger Geist“, „Sanct Oswald“, „Sana Christoph“, „Sana Ulrich“, „Sana Nicolaus“ und „Sanct Martin“ am Mitterberg in der Kreuzen belehnt.
Gestiftet vom Gewerken Paul Tschabuschnig wurde 1660 der Hauptaltar der Kirche errichtet. Der Seitenaltar folgte 1683. 1705 wurde der Turm dazu gebaut. Aufgrund der Pestepidemie von 1715, bei der im Gebiet von Paternion 50 Menschen starben, wird der Bau der Kapelle St. Johannes, der heutigen „Hubertuskapelle“ gestiftet. 1753 kommt es zur Errichtung der Kreuzwegstationen bei der Johanneskapelle.
Im 18. Jahrhundert erlebte Kreuzen seinen bis dato größten wirtschaftlichen Aufschwung und hatte als Bergbauort mit Massenquartieren vermutlich mehr Einwohner als der Markt Paternion. Kreuzen war nach Häusern die zweitgrößte Ortschaft in der Herrschaft Paternion.

### Die Franzosen bringen die Freiheit
Nach den Napoleonischen Kriegen (1792 bis 1815) wurde Oberkärnten dem französischen Königreich Illyrien zugeteilt. 1812 war die Äußere- und Innere-Kreuzen, zwei Gehstunden von Paternion entfernt, Teil der Werbbezirkskommissariats-Herrschaft Paternion. Es gab einen Eisenhammer, eine Nagelfabrik und Bleibergbau. 1814 mit dem Ende der Herrschaft Napoleons I. kam das Gebiet wieder in den Besitz der Habsburger.
Als Folge der Französischen Revolution kam nach und nach die Auflösung des alten Untertanen- bzw. Grundherrschaftsverhältnisses. Auch die Kreuzner Bauern wurden als Folge der Märzrevolution 1848/49 von der Grundherrschaft befreit. Im Zuge der Bauernbefreiung wurden erstmals Ortsgemeinden gebildet. Mit dem Jahre 1848 wurden die Kreuzner Bauern durch die Aufhebung der Leibeigenschaft freie Bürger. Eine weitere Folge der Revolution von 1848 war die Einführung der kommunalen Selbstverwaltung, die es den Steuer- und Katastralgemeinden ermöglichte, sich mit anderen zu einer Ortsgemeinde mit einem zu wählenden Bürgermeister zu vereinigen.

### Ende der letzten Bergbau-Periode
1842 wurde von Graf Abundius Widmann der letzte Floßofen zur Eisenverhüttung erbaut. Dieser Ofentyp, technologisch ein Vorfahre der Hochöfen, galt schon bald als unzeitgemäß klein, da er nur rund neun Meter hoch war. Ab 1845 beginnt der Niedergang der Eisenerzverarbeitung. 1849 wird Kreuzen noch als Pfarrdorf „im Gebirge in rauer wilder Gegend“ mit „mehreren Hammerwerken“ beschrieben. 1851 zerstörte ein Hochwasser im Kreuznerbach die Hammerwerke. 1872 gab es nur noch fünfzehn Gewerkarbeiter.
Um 1855 gab es in der Kreuzen keinen Eisenstein-Bergbau mehr. Aus den Betriebs-Materialien ist ersichtlich, dass sich die Schmelzwerke Kreuzen als eines der wenigen Werke in der Monarchie ausschließlich mit dem Schmelzen von Schlacken beschäftigte. Es gab keine ergiebigen Erzvorkommen, südlich der Drau dominieren die Buntmetalle. Verschmolzen wurden Frischschlacken von anderen Hochöfen bzw. Hammerwerken. Wirtschaftlich war das vor allem deshalb, weil die Fuhrleute keine Lehrfahrten hatten, da sie relativ teure Holzkohle aus der Kreuzen hinaustransportierten und mit Frischschlacke zurückkamen. Die Waldflächen in Kärnten waren für die damalige Eisenindustrie nicht mehr ausreichend. Das relativ holzkohleintensive Schlacken-Recycling in der Kreuzen war auch nur deshalb möglich, da Wald und Ofen in einem Besitz waren. Weitere Schlacken-Hochöfen gab es in Kärnten noch in Waidisch bei Ferlach und in Unter-Drauburg. Frischschlacken wurden nur selten von den Hammerwerken selbst recycelt. Das war nur bei den Öfen in St. Salvator und Radenthein der Fall.
1879 wurde der Eisenbergbau in der Kreuzen endgültig eingestellt und die Hammerwerke geschlossen. Der Buntmetallbergbau wird noch etwas länger betrieben. Die Zinkblendenbergbaue in Mitterkreuzen sowie im östlicher gelegenen Rubland wurden 1898 aufgelassen. Zuletzt wurde 1891 bis 1906 in alten Blei- und Zinkstollen am Mitterberg, in Innerkreuzen-Boden beim Farchtensee noch mit 60 Berg- und 40 Aufbereitungsarbeitern nach Erz geschürft. Die letzten Bergbauaktivitäten in der Gegend gab es 1924 in Tragin, als man den Goldbergbau wieder beleben wollte.
Durch das Ende des Bergbaus sank die Bevölkerungszahl des einst blühenden Ortes.

### Zweiter Weltkrieg
In der Mangelwirtschaft während des Zweiten Weltkriegs in den 1940er Jahren wurde unter den Nationalsozialisten in Rubland zuletzt Gelbbleierz (Wulfenit), benötigt für die Waffenherstellung, abgebaut. Seither haben die Metallpreise nicht mehr ein Niveau erreicht, das eine Wiederaufnahme der Bergbauaktivitäten in der Kreuzen rentabel erscheinen lässt. Der Ort selbst war durch die kriegerischen Ereignisse nicht unmittelbar betroffen, blieb aber vom Nazi-Terror nicht verschont. Anton Koperek, seit 1937 Kreuzner Pfarrer, äußerte sich kritisch zur NS-Euthanasie und der Zwangsaussiedlung der Kärntner Slowenen. Da er die polnische Sprache beherrschte, hatte er gute Kontakte zu den polnischen Zwangsarbeitern, die bei den Bauern unentgeltlich arbeiten mussten. Er wurde von Nazis aus dem Ort an die Villacher Gestapo verraten. Im Juli 1942 wurde er als „Schutzhäftling“ in das Konzentrationslager Dachau eingeliefert, wo er im November verstarb.

### Schulen und Pfarre
1770 wird die erste Schule in der Kreuzner Gegend im Glasbläserdorf in Terscherniheim aufgrund einer Stiftung von Matthias Gasser errichtet.
1847 stiftete der Gast- und Landwirt Johann Staber ein Schulhaus. Mit dem Bau des neuen Schulhauses in Kreuzen wurde 1931 begonnen und war als Volksschule zwischen 1934 und 2011 in Betrieb. Die Kinder müssen seither ins Tal in die Schule fahren.
Die katholische Pfarrkirche wird von Feistritz aus betreut.

## Kultur und Sehenswürdigkeiten
- Schloss Kreuzen
- Hundskirche Kreuzen

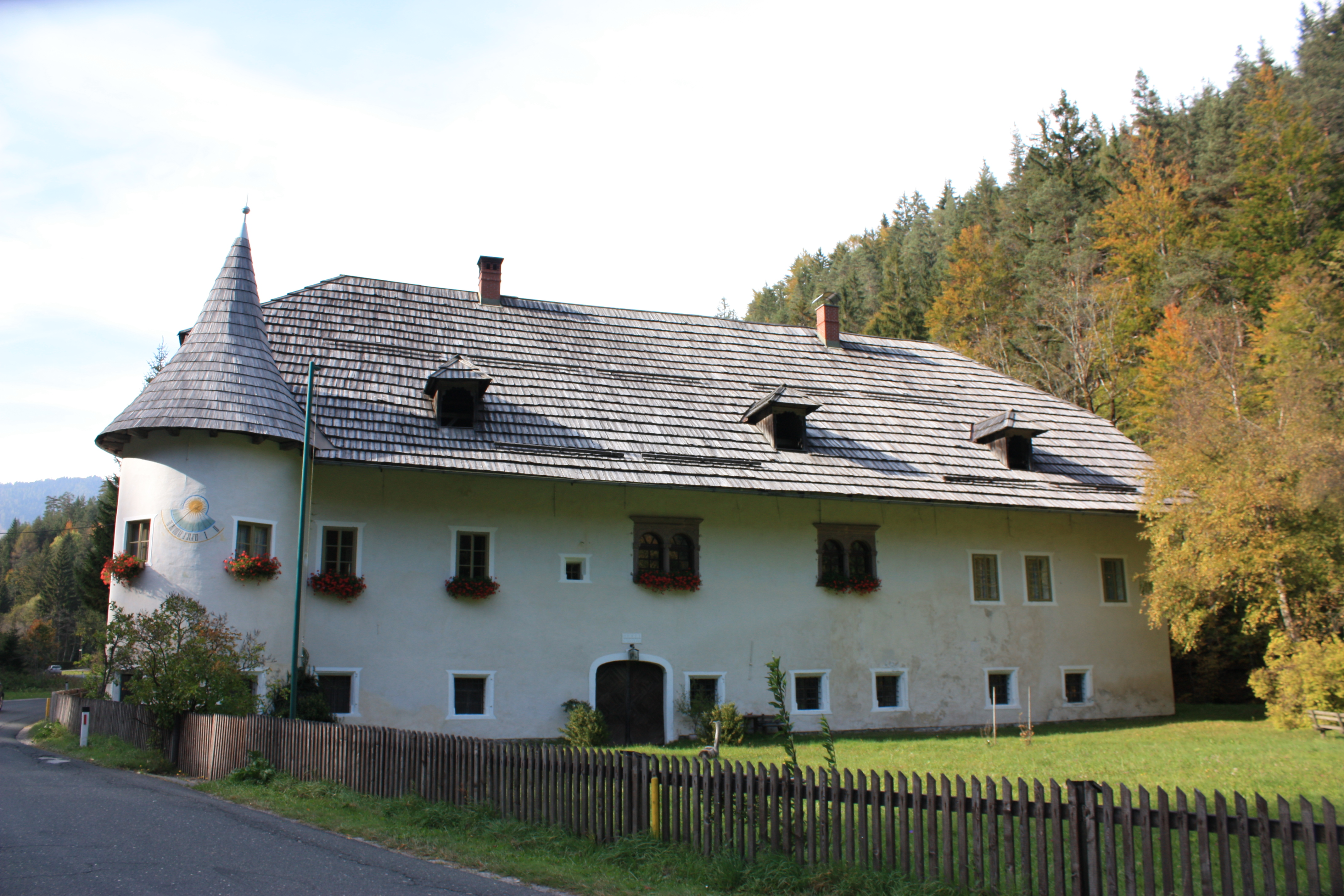
Schloss Kreuzen

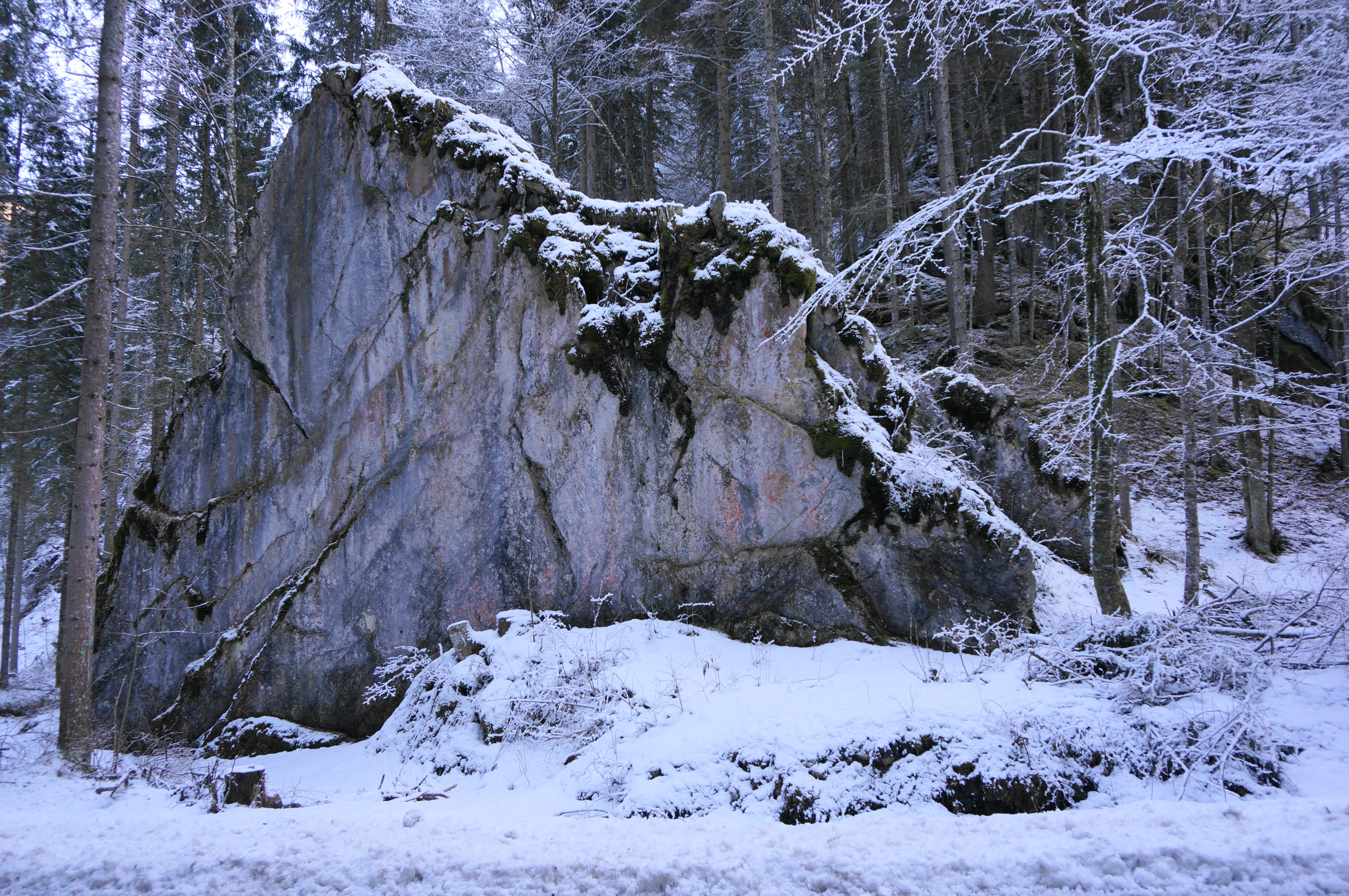
Hundskirche Kreuzen

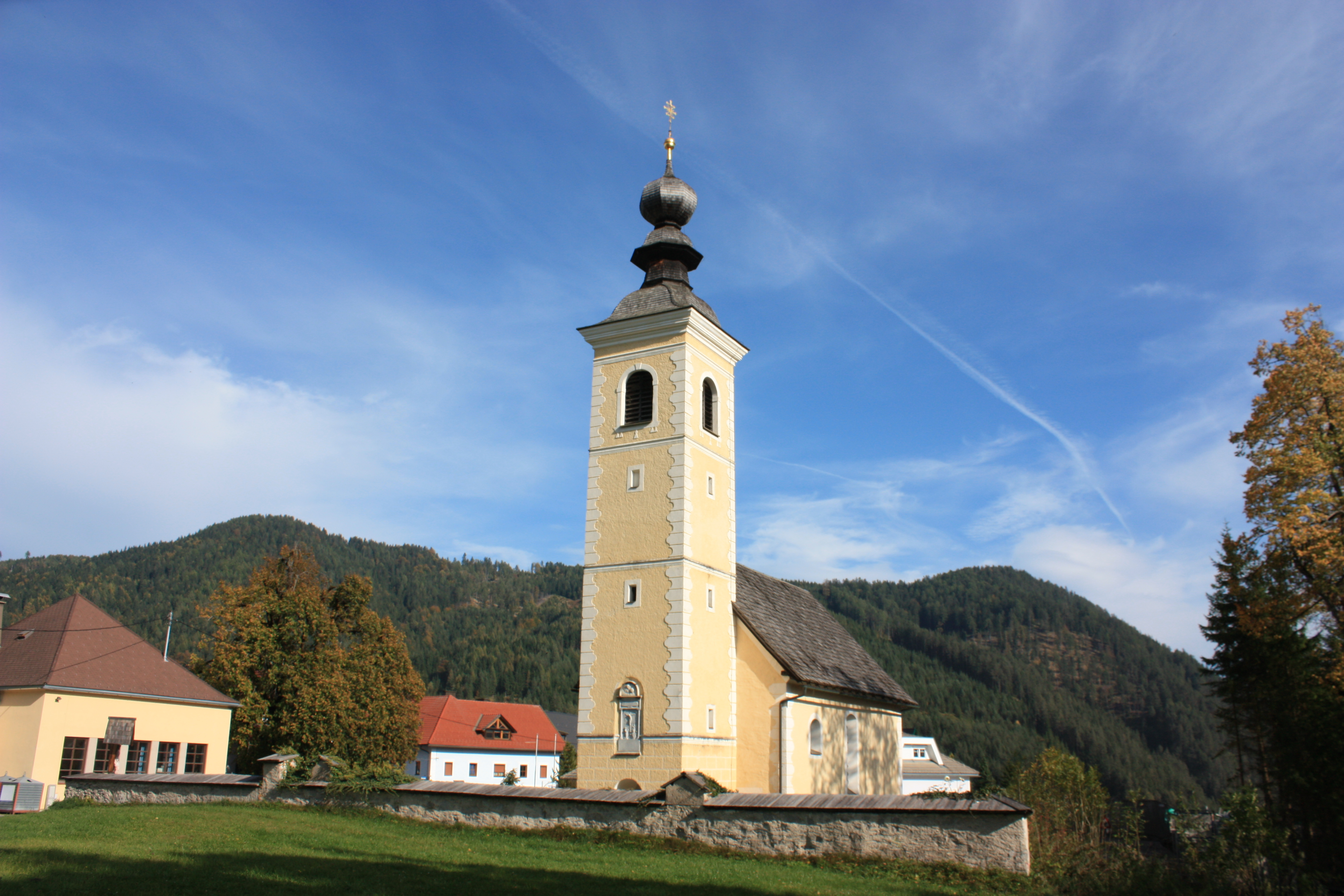
Pfarrkirche Kreuzen

- Katholische Pfarrkirche Kreuzen Hll. Veit und Leonhard

## Wirtschaft und Infrastruktur
Entlang des Kreuzenbaches gab es bis zum Ende des 19. Jahrhunderts einige Hammerwerke zur Eisenerzverarbeitung bzw. Bleibergbau. Wirtschaftlich spielt der Bergbau gegenwärtig keine Rolle mehr. Für die Landwirtschaft ist das Gebiet zu gebirgig. Die meisten Bauernhöfe werden seit jeher im Nebenerwerb geführt. Früher fand man im Bergbau oder bei Forstarbeit Beschäftigung, heute pendelt man zur Arbeit nach Spittal an der Drau oder Villach aus. Wichtigster Wirtschaftszweig ist die Forstwirtschaft, dominiert vom größten Grundbesitzer, der Gräflichen Foscari Widmann Rezzonico'sche Forstdirektion (Herrschaft Paternion). Zu den wenigen Gewerbebetrieben gehören die Unternehmen der Familie Staber mit deren Transportfirmen und dem Gasthaus Ebnerwirt.